# 奥塞拉
奥塞拉是葡萄牙阿威罗区的一个堂区。总面积14.82平方公里，总人口2538人，人口密度171.3人/平方公里。